# Dzień Wymiaru Sprawiedliwości
Dzień Wymiaru Sprawiedliwości – święto obchodzone w Europie corocznie 23 maja. Data ma upamiętniać rocznicę śmierci sędziego śledczego Giovanniego Falcone, jego żony i ochraniających ich funkcjonariuszów policji, zamordowanych 23 maja 1992 roku przez sycylijską mafię.
Sędzia Falcone dał się poznać jako człowiek niestrudzenie i bezkompromisowo walczący o sprawiedliwość. Inicjatorem ustanowienia obchodów Dnia Wymiaru Sprawiedliwości jest Stowarzyszenie „Europejscy Sędziowie i Prokuratorzy dla Demokracji i Wolności” MEDEL, a w Polsce Stowarzyszenie Sędziów Polskich „Iustitia”.